# 尼古拉·彼得罗维奇·列扎诺夫

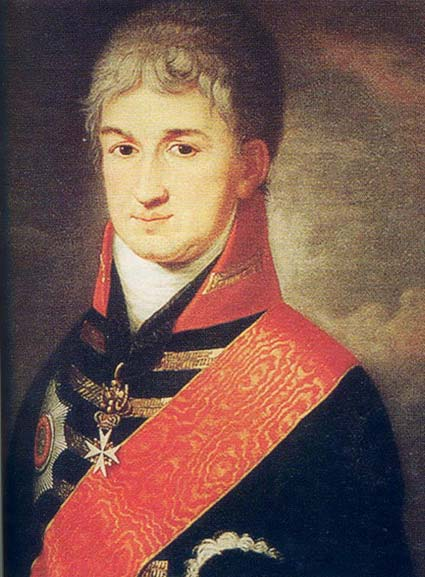
尼古拉·彼得罗维奇·列扎诺夫画像，绘于18世纪末，作者不详

尼古拉·彼得罗维奇·列扎诺夫（俄语：Николай Петрович Резанов，1764年—1807年），俄罗斯帝国贵族、政治家，曾创建俄美公司，并倡议俄国在阿拉斯加和加利福尼亚建立殖民地。列扎诺夫是俄国10位男爵之一，1804年成为首位俄国驻日本大使，1803年促成了俄国第一次环球航行，并指挥该次航行至堪察加半岛。他曾编写一部日语词典，亦著有其他其部作品，现存于俄罗斯科学院图书馆内（列扎诺夫是该院院士）。但列扎诺夫去世後最值得紀念的則是他所創辦的俄美公司，和與公司相關的種種政策。因為要不是他的英年早逝，這些政策可能將大大改變俄國和美國的命運。

## 俄美公司
1764年3月28日列扎諾夫出生在俄國聖彼得堡。14歲時便精通5種語言。1791年加入了以加夫里拉·傑爾查文為首的女皇私人幹事。幾年之前，在與格里戈里·舍利霍夫碰面的過程中，列扎諾夫便已經對在偏遠屬地裡建立毛皮壟斷事業產生興趣。因為厭倦了放蕩不羈的宮廷生活，他成為俄美公司的合夥人，並且迅速地成為一個敏銳並且孜孜不倦的生意人。當舍利霍夫於1795年去世時，列扎諾夫成為了一些有權勢大公司的精神領袖，並且致力於為他的合夥人和他自己向母國爭取等同東印度公司從英國得到的權力一樣的特權。